# Stanić Rijeka (Doboj Istok)
Pour les articles homonymes, voir Stanić Rijeka.
Stanić Rijeka (en cyrillique : Станић Ријека) est un village de Bosnie-Herzégovine. Il est situé dans la municipalité de Doboj Istok, dans le canton de Tuzla et dans la fédération de Bosnie-et-Herzégovine. Selon les premiers résultats du recensement bosnien de 2013, il compte 749 habitants.
Jusqu'en 1998, le village était rattaché à la municipalité de Doboj ; en 1998, il a été rattaché à la municipalité de Doboj Istok nouvellement créée et intégrée à la fédération de Bosnie-et-Herzégovine.

## Démographie

### Évolution historique de la population
| 1948 | 1953 | 1961 | 1971  | 1981  | 1991  | 2013 |
| ---- | ---- | ---- | ----- | ----- | ----- | ---- |
| -    | -    | 964  | 1 374 | 1 634 | 1 823 | 749  |

|  |